# 赵琴交通肇事逃逸案
赵琴交通肇事逃逸案是指2015年2月发生在上海市的撞倒助动车骑车人后逃跑的交通肇事案件。
依据事发现场的监控探头所拍下的视频显示，2015年2月22日，赵琴在双阳路路上行走时，将一名正常骑助动车的上海人范某撞倒，导致受害人当场头部着地身受重伤，最终警方判定行人赵琴负“事故主要责任”。赵琴是从甘肃到上海找工作的女子，在受害人接受抢救的40多天内，肇事者赵琴逃回了甘肃，而受害人范某却于4月7日死亡。此事件在上海引发了对于警方追责不利、外来人口犯罪后逃逸追逃困难、以及近年来外来人口剧增导致的治安問題的思考。
2015年10月19日，在赵琴缺席的情况下，杨浦法院判決赵琴须向范某家屬支付医疗费、住院伙食补助费、营养费、护理费、丧葬费、死亡赔偿金、精神抚慰金逾77万元。2017年9月，甘肃张掖警方逮捕赵琴，並將其移交給上海杨浦警方。2017年9月30日，杨浦区检察院批准逮捕赵琴。